# خليل محمد علاوي
خليل محمد علاوي هو لاعب كرة قدم عراقي سابق، من مواليد عام 1958 مثل منتخب العراق الأول في ثمانينات القرن الماضي مع شقيقه كريم محمد علاوي، حيث شاركا معا في بطولة كأس العالم عام 1986 في المكسيك.
سجل عددا من الاهداف الحاسمة للمنتخب العراقي منها الهدف الثالث للمنتخب العراقي في مرمى سوريا في آخر مباريات تصفيات كاس العالم 1986.ومنها الهدف الحاسم الثاني في مرمى قطر الذي حسم صعود العراق إلى كأس العالم 1986 لعب لأندية الرشيد والشرطة العراقيين. بعد اعتزاله اتجه إلى عالم التدريب.

## روابط خارجية
- خليل محمد علاوي على موقع الاتحاد الدولي (مؤرشف)  (الإنجليزية)
- خليل محمد علاوي على موقع قاعدة بيانات كرة القدم.إي يو (الإنجليزية)
- خليل محمد علاوي على موقع ناشيونال فوتبول تيمز (الإنجليزية)
- خليل محمد علاوي على موقع Soccerway.com (الإنجليزية)
- خليل محمد علاوي على موقع أوليمبيديا (الإنجليزية)